# Русская трудовая народная партия
Русская трудовая народная партия или РТНП была коллаборационистской организацией, созданной администрацией лагеря военнопленных Oflag XIII-B в городе Хаммельбург из пленных военнослужащих Красной Армии в 1941 году. Вся деятельность контролировалась Абвером.
Была создана в сентябре 1941 году в лагере для военнопленных офицеров РККА в городе Хаммельбург. Возглавил Русскую Трудовую Народную Партию бывший военный прокурор 100-й стрелковой дивизии РККА, военный юрист 3 ранга Семен Мальцев. С немецкой стороны РНТП курировали офицер Абвера капитан фон Сиверс и зондерфюрер Кох. Общее руководство РНТП осуществлял Центральный Комитет во главе с Семёном Мальцевым.
Программа партии была опубликована в ноябре 1941 года распространялась среди военнопленных.
РНТП проводила пропагандистскую работу и издавала свою газету «Путь Родины».

## Деятельность
В 1942 году РНТП попыталась установить контакты с пленным Яковом Джугашвили, но потерпело неудачу.
РНТП также позиционировало себя как диверсионно-разведывательная организация и выдвигала различные проекты, в том числе создание добровольческой антисоветской армии и планировали отправить коллаборационистские войска для борьбы с союзными войсками в Северной Африке, но ни один из них не был принят.
Разведывательное подразделение также составляло списки пленных советских военнослужащих, выступавших против Германии, затем передавая их гестапо.
Существование организации ограничивалось периметром лагеря. В июне 1942 года из-за тяжелой вспышки тифа и многочисленных жертв РНТП была распущена, а 30 ее наиболее активных членов были отправлены в школу пропаганды в Вульхайде. Позже он был реорганизован в соответствии с планом предприятия Цеппелин, а в августе 1942 года число активных членов достигло 120. РНТП официально прекратила свое существование в 1943 году.

## Руководство
В руководство партии входили:
- Семён Мальцев, председатель Центрального комитета РТНП;
- Иван Благовещенский в 1941 году, а после Фёдор Трухин — главы Военного ведомства;
- майор Филиппов — начальник разведывательного отдела;
- Сергей Сверчков — начальник отдела пропаганды;
- подполковник Любимов;
- подполковник Шатов;
- полковник Петров;
- полковник Меандров;
- полковник Бродников;
- генерал Богданов.